# Charles Janssens (acteur)
Pour les articles homonymes, voir Charles Janssens et Janssens.
Charles Janssens, né le 8 juin 1906 à Borgerhout, Belgique et décédé le 23 août 1986  à Anvers, est un acteur belge.
Il interprète son premier grand rôle pour le cinéma belge dans Janssens tegen Peeters.

## Filmographie sélective
- 1940 : Janssens tegen Peeters de Jan Vanderheyden : Tist Peeters
- 1971 : Malpertuis de Harry Kümel : Philarète
- 1971 : Mira de Fons Rademakers : Snoek
- 1979 : Kasper in de onderwereld de Jef van der Heyden : Simon